# Jim Lehrer
Pour les articles homonymes, voir Lehrer.
James Charles Lehrer, dit Jim Lehrer (19 mai 1934 à Wichita - 23 janvier 2020), est un journaliste, un animateur de télévision et un écrivain américain. 
Il est connu grâce à l'émission d'affaires nationales The NewsHour sur PBS qu'il a animée pendant plus de 30 ans et pour avoir été le modérateur d'une douzaine de débats présidentiels.

## Biographie
Né à Wichita, Jim Lehrer fit ses études secondaires à Beaumont et à San Antonio au Texas et ses études post secondaires au collège Victoria de l'université du Missouri-Columbia.
Après trois années passées dans le corps de marine des États-Unis, il commença sa carrière journalistique à Dallas, d'abord en tant que rédacteur de presse, où il put couvrir l'assassinat de John F. Kennedy en 1963. De 1970 à 1973, il est chef d'antenne de l'émission Newsroom sur KERA-TV, l'affilié  local de PBS.
Jim Lehrer fut engagé par PBS en 1973 et obtint une nouvelle émission en 1975 avec Robert MacNeil, appelée The MacNeil/Lehrer Report. Cette émission fut plus tard renommée en The MacNeil/Lehrer NewsHour et son incarnation la plus récente est The NewsHour with Jim Lehrer.
Surnommé le « doyen des modérateurs » par le journaliste de CNN Bernard Shaw, Jim Lehrer a été le modérateur de douze débats présidentiels américains. Il a animé le débat entre John Kerry et George W. Bush le 30 septembre 2004, le premier débat entre John McCain et Barack Obama le 26 septembre 2008 et le premier débat entre Barack Obama et Mitt Romney le 3 octobre 2012. 
Jim Lehrer fut passionné  d'autobus et contribua au musée Pacific Bus de Williams en Californie. Son père d'abord  chauffeur d'autobus, fut un temps opérateur d'une entreprise de bus, tandis qu'étudiant, Jim Lehrer travailla comme guichetier  pour Trailways.
Jim Lehrer a reçu la médaille présidentielle des humanités en 1999.
Jim Lehrer est décédé à son domicile de Washington, DC, le 23 janvier 2020, à 85 ans.

### Famille
Jim Lehrer est marié à la romancière Kate Lehrer et a trois enfants et six petits-enfants.

## Livres
- Viva Max!
- We Were Dreamers (Atheneum, 1975)  (ISBN 0-689-10693-9)
- Kick the Can (Putnam, 1988)  (ISBN 0-399-13350-X)
- Crown Oklahoma (Putnam, 1989)  (ISBN 0-399-13434-4)
- The Sooner Spy (Putnam, 1990)  (ISBN 0-399-13536-7)
- Lost and Found (Putnam, 1991)  (ISBN 0-399-13601-0)
- Short List (Putnam, 1992)  (ISBN 0-399-13665-7)
- A Bus of My Own (Putnam, 1992)  (ISBN 0-399-13765-3)
- Blue Hearts (Random House, 1993)  (ISBN 0-679-42216-1)
- Fine Lines (Random House, 1995)  (ISBN 0-517-16435-3)
- The Last Debate (Random House, 1997)  (ISBN 0-517-17761-7)
- Purple Dots (Random House, 1998)  (ISBN 0-679-45237-0)
- White Widow (Random House, 1999)  (ISBN 0-517-36148-5)
- The Special Prisoner (Random House, 2000)  (ISBN 0-375-50371-4)
- No Certain Rest (Random House, 2002)  (ISBN 0-375-50372-2)
- 20 Good Reasons to Study the Civil War par John C. Waugh, Jim Lehrer (McWhiney Foundation Press, 2004)  (ISBN 1-893114-46-5)
- Flying Crows: A Novel (Random House, 2004)  (ISBN 1-4000-6197-0)
- False Moves (Random House, 2005)  (ISBN 1-4000-6198-9)
- The Franklin Affair (Random House, 2005)  (ISBN 1-4000-6198-9)
- The Phony Marine  (Random House, 2006)  (ISBN 1-4000-6486-4)

## Distinctions
Dans sa carrière, Jim Lehrer a obtenu 2 Emmy Award, la Médaille d'honneur du Missouri School of Journalism, la Fred Friendly First Amendment Award, le George Foster Peabody Broadcast Award ou encore le Prix du mérite journalistique de la William Allen White Foundation.
- 1991 : membre de l'Académie américaine des arts et des sciences dans la spécialité Journalisme et Communications[2]
- 1993 : Common Wealth Award of Distinguished Service (en) pour PBS NewsHour
- 1999 : National Humanities Medal[3]
- 2006 : doctorat honoris causa de l'Université Harvard[4]
- 2007 : Brigadier General Robert L. Denig Memorial Distinguished Performance Award (en)
- 2008 : Walter Cronkite Award for Excellence in Journalism (en) avec Robert MacNeil (en) pour PBS NewsHour